# René Metz
Pour les articles homonymes, voir Metz (homonymie).
René Metz (né le 18 décembre 1950 à Paris) est un athlète français, spécialiste du sprint. Il est vice-président de la LNA (Ligue Nationale d'Athlétisme).[Quand ?]

## Palmarès
- 18 sélections en équipe de France A.
- Il a détenu le record d’Europe junior du Relais 4 × 100 mètres avec ses coéquipiers Jean-Pierre Corval, Jean-Pierre Grès et Jean-Paul Genet avec le temps de 39 s 9 établi à Dôle en 1969.
- Il a détenu le record de France junior du 100 mètres avec le temps de 10 s 3 en 1969 à Colombes.
- 3e du 100 mètres aux Jeux méditerranéens de 1975 à Alger.
- Finaliste du 100 mètres aux Championnats d’Europe d’Athènes en 1969.
- ¼ finaliste du 200 mètres aux Jeux olympiques de 1972 à Munich.

Championnats de France Élite :
Critérium nationaux junior 1968, vainqueur du 100m, vainqueur du 4x100m dans le relai du PUC (MPF 41"7)
- - Champion de France du 200 mètres en 1972 (21 s 0).

## Meilleurs temps
| Épreuve | Performance | Date | Ville             |
| ------- | ----------- | ---- | ----------------- |
| 100 m   | 10 s 47     | 1971 | Paris Charléty    |
| 100 m   | 10 s 2 (m)  | 1974 | Paris Charléty    |
| 200 m   | 20 s 7 (m)  | 1972 | Varsovie          |
| 200 m   | 20 s 91     | 1976 | Villeneuve d’Ascq |